# Анкарберг Юханссон, Акко
Анншарлотта Акко Линнея Сесилия Анкарберг Юханссон (швед. Anncharlotte Acko Linnea Cecilia Ankarberg Johansson; род. 29 октября 1964, Эггесторп, Йёнчёпинг) — шведский политический и государственный деятель. Член партии Христианские демократы. Министр здравоохранения Швеции с 18 октября 2022 года. Депутат риксдага с 2018 года.

## Биография
Родилась 29 октября 1964 года. Родители — Курт Анкарберг (Curt Ankarberg) и Сигбритт Анкарберг (Sigbritt Ankarberg), в девичестве Нильссон (Nilsson).
Окончила гимназию имени Пера Браге в Йёнчёпинге.
В 1983—1991 гг. — учительница музыки в муниципальной начальной школе в Йёнчёпинге, в 1986—1991 гг. — организатор обучения в учебном объединении KFUK-KFUM в лене Йёнчёпинг. Работала в похоронном бюро в Йёнчёпинге.
В 1999—2010 годах — депутат муниципального совета Йёнчёпинга, в 2006—2010 годах — председатель.
В 1999—2011 гг. — член президиума партии. В 2010—2018 годах — партийный секретарь.
По результатам парламентских выборов 2018 года избрана депутатом риксдага от лена Йёнчёпинг. Была председателем Социального комитета.
18 октября 2022 года назначена министром здравоохранения в Министерстве социальных дел Швеции в правительстве Ульфа Кристерссона.